# Aloe hanburyi
Aloe hanburyi é uma espécie de liliopsida do gênero Aloe, pertencente à família Asphodelaceae.